# Диффенбах, Йозеф
Йозеф Диффенбах (нем. Joseph Dieffenbach; 1796 — 1863) — австрийский садовник, в честь которого назван род растений Диффенбахия.
Йозеф Диффебах долгое время служил старшим садовником в Императорских садах, расположенных у дворца Шёнбрунн в Вене, к которым относился также Ботанический сад (сегодня Ботанический сад Венского университета). Он участвовал в начатой в 1841 году перепланировке Ботанического сада, которая проходила по плану, разработанному Штефаном Ладислаусом Эндлихером, бывшего в период с 1839 по 1849 годы директором Ботанического сада, в результате которой сад приобрёл английский ландшафтно-садовый стиль. Под руководством преемника Эндлихера Эдуарда Фенцля, который разработал новую концепцию группирования растений, Диффенбах продолжал помогать в перестройке сада.

## Эпонимы
Генрих Вильгельм Шотт, возглавлявший с 1845 по 1865 годы Императорские сады в Шёнбрунне, назвал в 1853—1860 годах в честь Диффенбаха род растений из семейства ароидных (Araceae).